# Nora (Italia)
(Pausania, Periegesi della Grecia, X, 17,5)

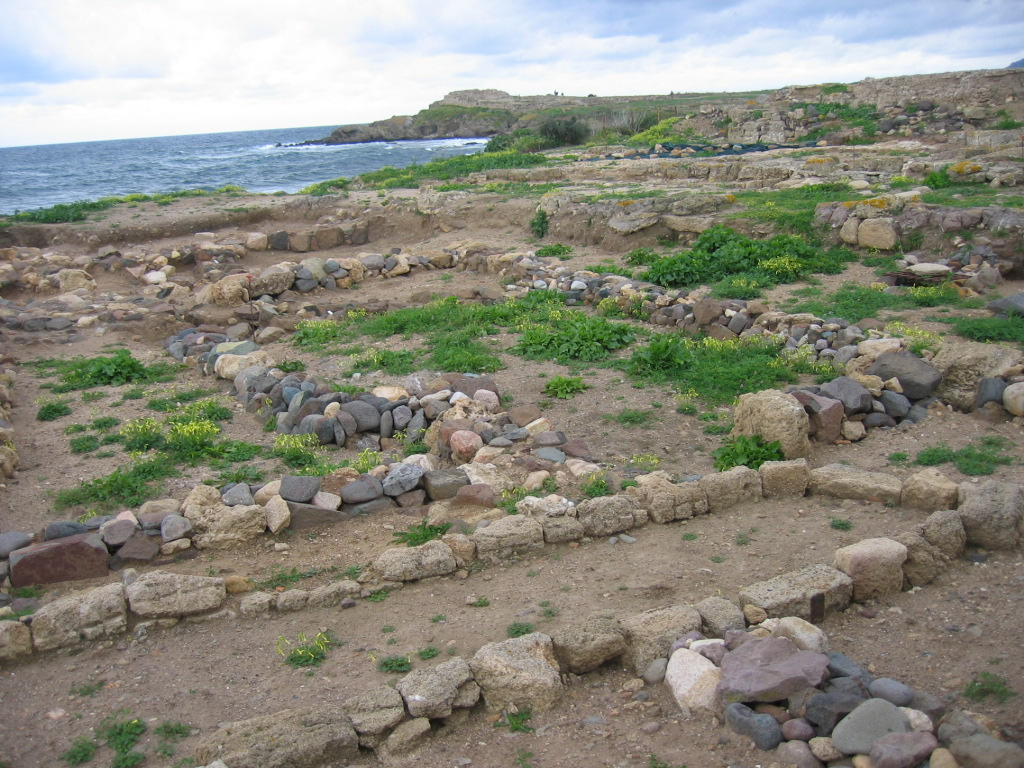
Il quartiere punico di Nora.

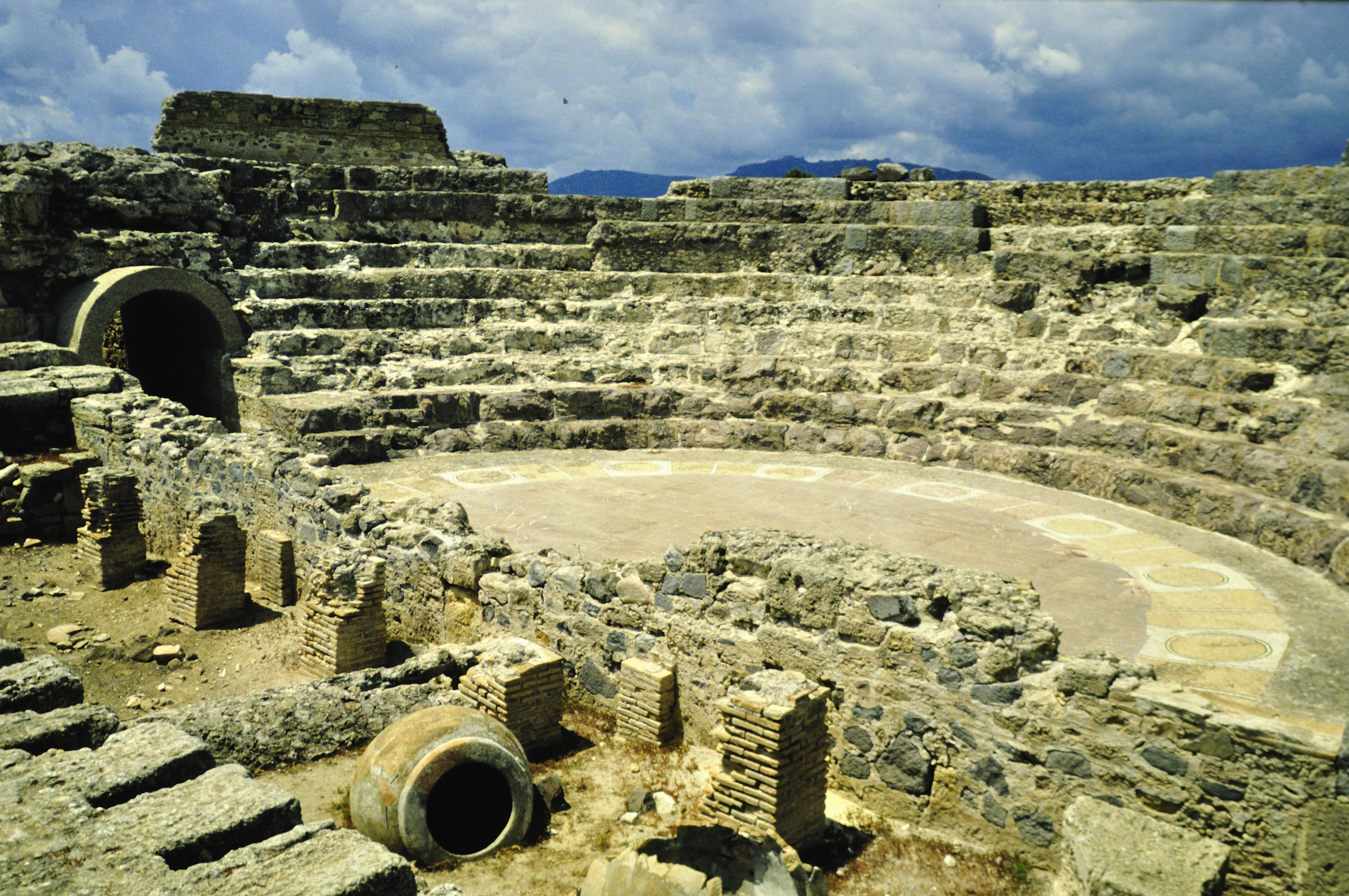
Il teatro di Nora.

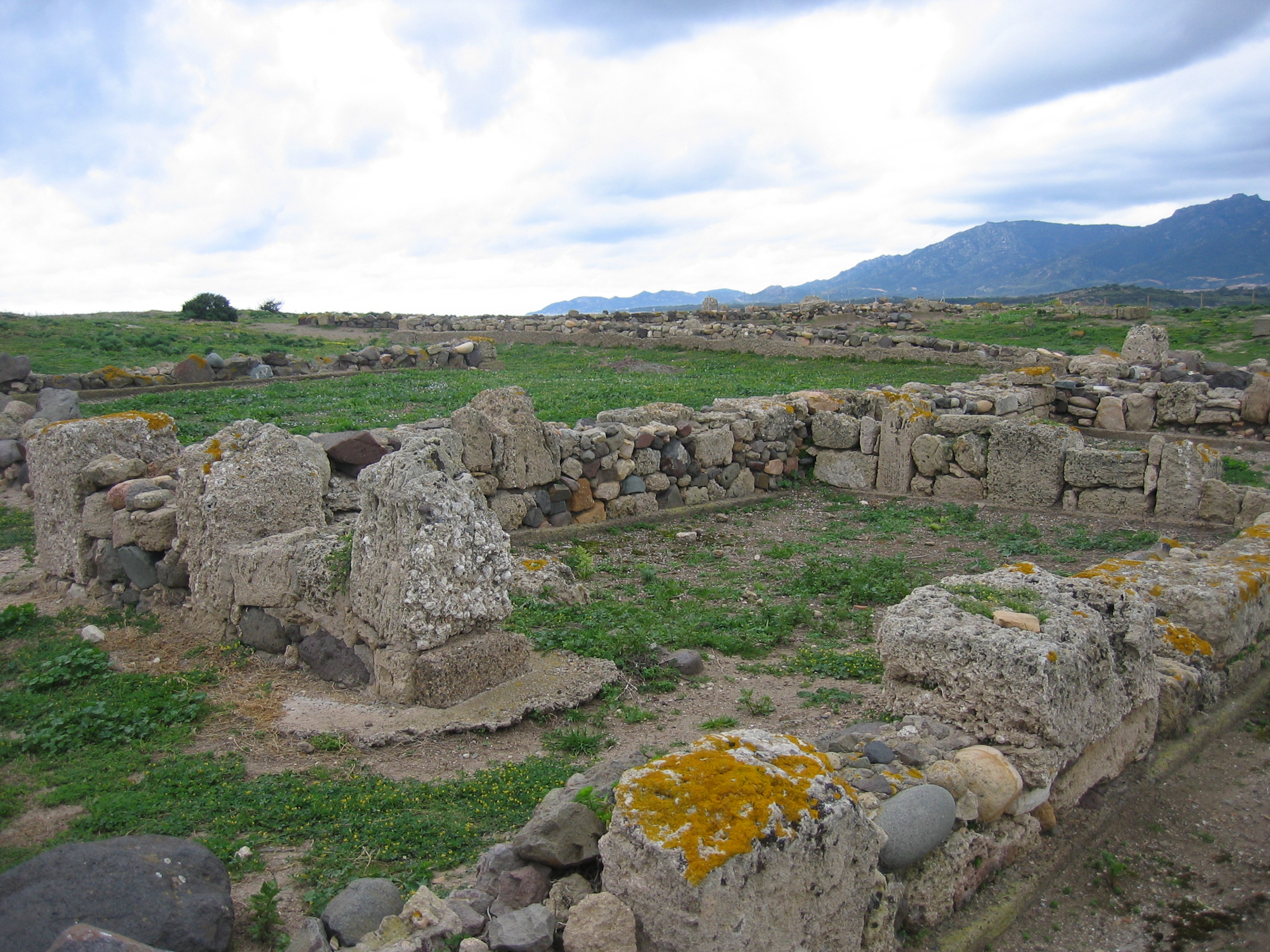
Il tempio di Esculapio.

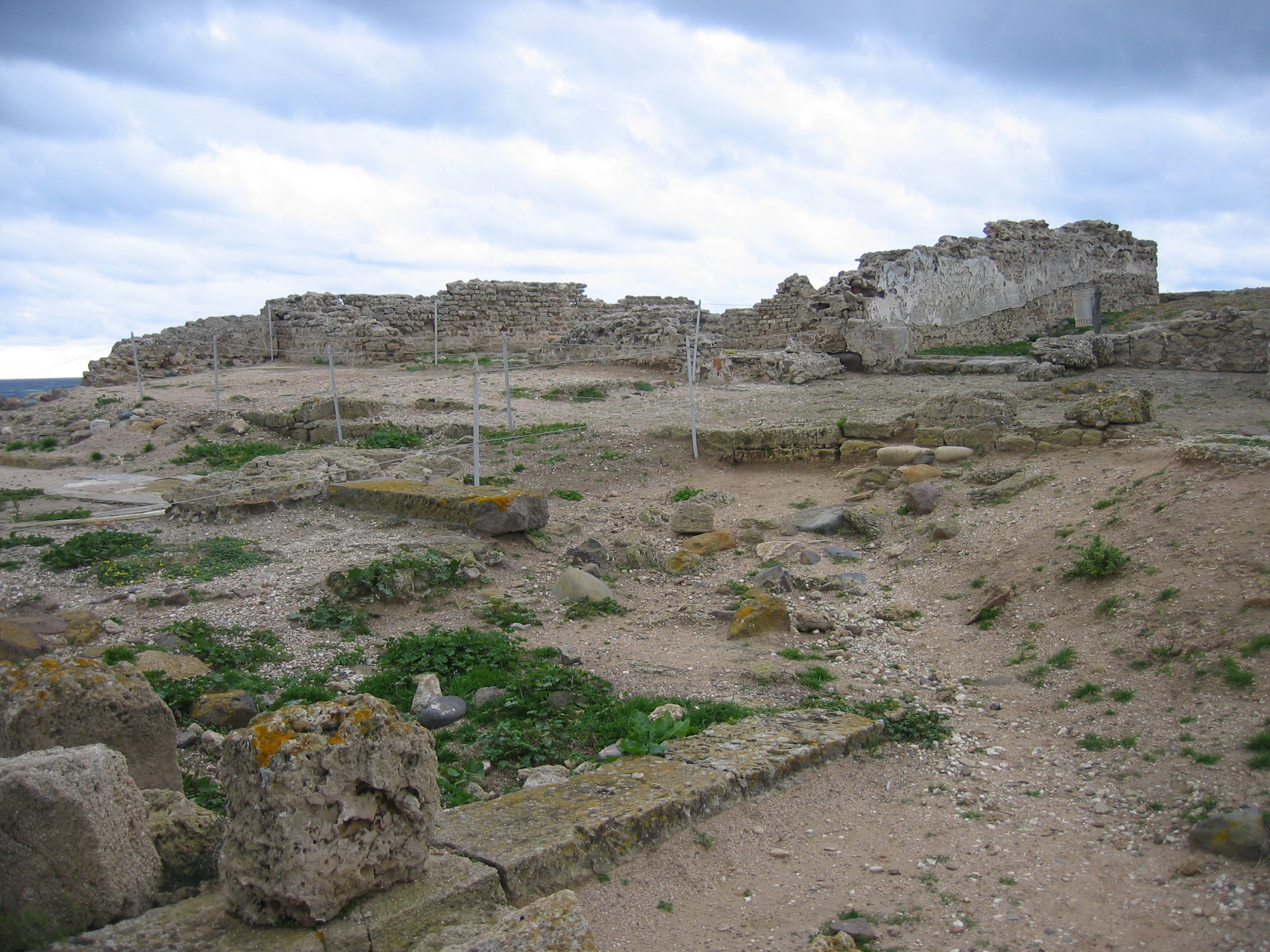
Il luogo di culto dedicato ad Eshmun si trova sotto quello romano.

Nora è un'antica città, sorta nei pressi di preesistenti insediamenti nuragici, di fondazione fenicia e successivamente punica e romana, capitale del popolo dei Noritani. È situata sul promontorio di capo Pula, sulla costa meridionale della Sardegna ad ovest di Cagliari, attualmente nel comune di Pula.

## Storia
Pausania attribuisce la sua fondazione all'eroe eponimo Norace, alla guida degli Iberi. Il più tardo Solino attribuisce a Norace una provenienza dalla mitica città di Tartesso.
Il nome deriva da Norace, come confermato anche dallo stesso Solino: "a Norace Norae oppido nomen datum" (da Norace fu dato alla città il nome di Nora).
Sono state ritrovate tracce della presenza nuragica, attestanti una frequentazione del sito nell'età del bronzo (in particolare un pozzo nuragico presso le "Terme a Mare" e dei manufatti d'importazione del miceneo III b databili alla piena età nuragica). Nel territorio circostante sono attestati alcuni nuraghi (nuraghe "Sa Guardia mongiasa" sull'unico modesto rilievo nell'immediato entroterra; nuraghe Antigori di Sarroch, più distante, nel quale sono state rinvenute ceramiche micenee).
Tracce della ripopolazione nuragica-fenicia si riferiscono all'VIII secolo a.C. (stele di Nora, con iscrizione in un alfabeto simile al fenicio, con la più antica attestazione del nome della Sardegna), mentre i resti più antichi rinvenuti si riferiscono ad una necropoli con tombe databili tra la fine del VII e gli inizi del VI secolo a.C.
Rimangono pochi resti della città originaria (tophet, fondazioni di una struttura sacra dedicata alla dea Tanit, resti di fortificazioni, impianti artigianali nella zona più prossima al mare). I materiali rinvenuti nelle tombe attestano tuttavia il fiorire della città nel V e soprattutto nel IV secolo a.C. e i precoci contatti con Roma antica.
All'epoca della conquista romana della Sardegna (238 a.C.) si trattava probabilmente della più importante città dell'isola, scelta inizialmente come capitale della provincia romana di Sardegna e Corsica. In epoca romana fu municipio. I resti attualmente presenti testimoniano dello sviluppo della città in particolare nel II e III secolo d.C. Della città romana si conservano i resti di numerosi edifici quali foro, teatro, anfiteatro (non ancora scavato), impianti termali e case di abitazione, mentre i materiali archeologici testimoniano la continuazione e la prosperità dei commerci con le regioni affacciate sul mar Mediterraneo.
L'abbandono della città dovette iniziare nel corso del V secolo, con l'occupazione da parte dei Vandali e la maggiore difficoltà dei traffici marittimi: gli abitanti si dovettero ritirare progressivamente nelle località più sicure dell'interno. Nel VII secolo l'anonima Cosmografia ravennate cita Nora come praesidium (fortezza e non più città). La frequentazione successiva del sito è legata alla tradizione del martirio qui avvenuto di sant'Efisio, al quale venne dedicata una piccola chiesa eretta nel 1089.

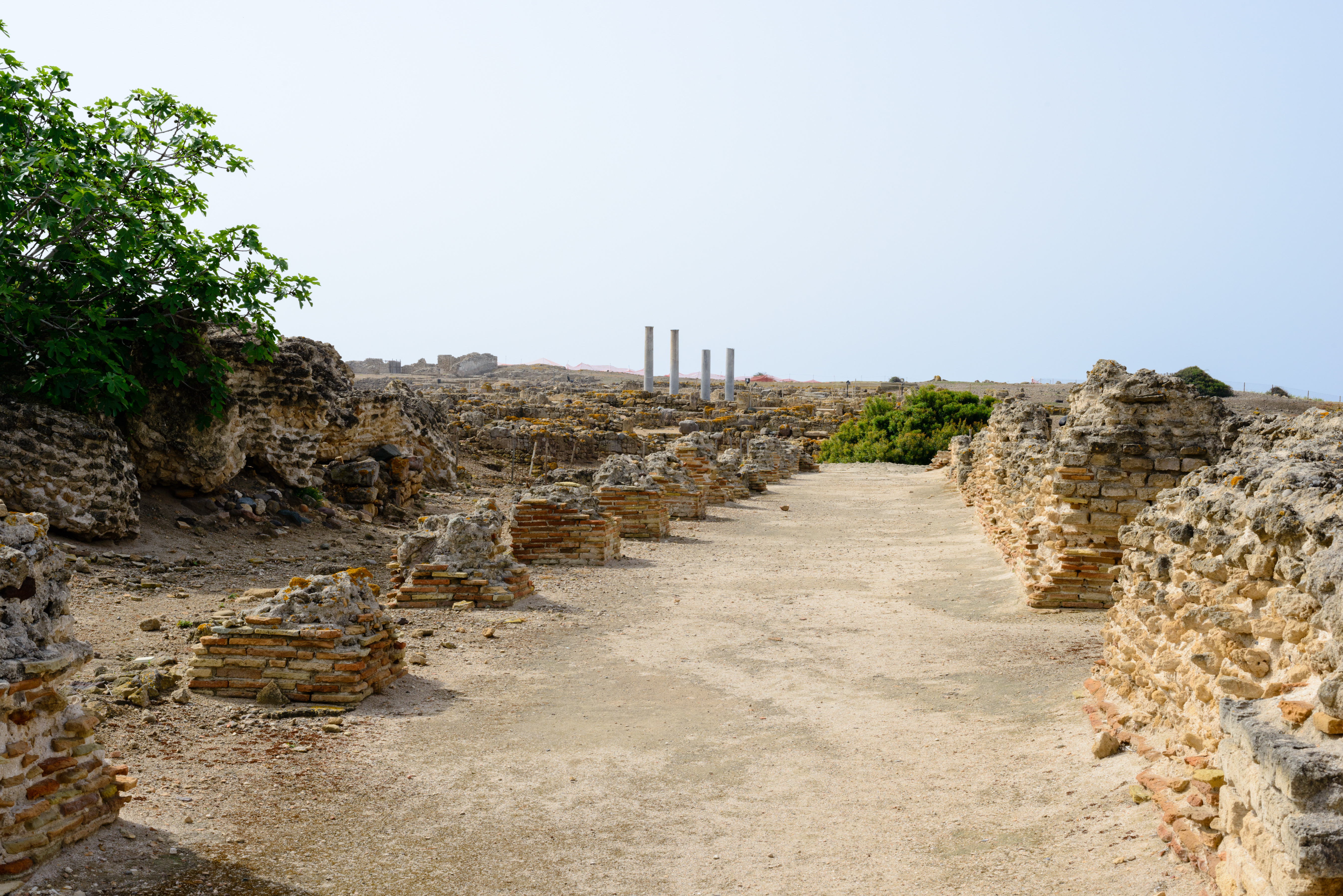
Veduta

I ruderi ancora visibili vennero identificati con la città di Nora già dall'erudito cinquecentesco Giovanni Francesco Fara e citati ancora dai viaggiatori ottocenteschi. Alla fine dell'Ottocento risalgono i primi scavi (Giovanni Spano, Filippo Vivanet nel 1889, Filippo Nissardi 1891-1892). Lo scavo sistematico venne condotto negli anni tra il 1952 e il 1960 (Gennaro Pesce).

## Tempio di Eshmun-Esculapio
Il grande complesso sacro è interessato da varie vicende costruttive, rifacimenti e distruzioni che hanno complicato la comprensione della planimetria generale e la funzione dei vani. Il tempio è disposto su diversi livelli. Interessanti alcuni ambienti, mosaicati, databili ad età imperiale; un'abside si apre sul lato meridionale dell'edificio. La duplicazione del penetrale, ottenuta disponendo un tramezzo, porta a supporre una preesistenza punica nella zona, essendo questa una caratteristica tipica dell'architettura sacra del mondo punico.
Lo scavo ha riportato in luce una serie di quattro statuette piccole e due più grandi, in ceramica, rivelatesi di notevole importanza, soprattutto cronologica. I reperti si inquadrano nel II secolo a.C., nel periodo romano repubblicano. La Sardegna, pur ormai politicamente romana era ancora permeata di cultura, materiale e tradizioni puniche. Le statuette raffigurano dei devoti offerenti; le due sculture più grandi, più significative, consentono l'identificazione della divinità a cui il tempio era dedicato. Una raffigura un uomo dormiente, disteso, attorno al cui corpo è avvolto un serpente. È noto che nei santuari della divinità salutifera Esculapio era praticato il rito dell'incubazione e che il serpente era animale sacro al dio; quindi il collegamento è evidente. Se si è certi di questo e di una fase almeno del II secolo a.C., non esistono tracce sicure di un impianto punico precedente, né di fasi intermedie fra il II secolo a.C. e il IV secolo d.C. epoca in cui si data il mosaico. L'unica traccia di questi secoli è un'epigrafe frammentaria che si può datare agli inizi del III secolo d.C. ma non si è certi della sua collocazione originale.

## Tofet
Il tofet di Nora fu scoperto nel 1889 grazie ad una mareggiata, con gli scavi realizzati nell'anno successivo. Qui sono stati ritrovati molti materiali, in particolar modo alcune stele in arenaria locale, perlopiù con raffigurazioni simboliche, comprese in piccole edicole, con accenni agli elementi architettonici. I materiali sono datati fra la fine del V e la fine del IV secolo a.C.

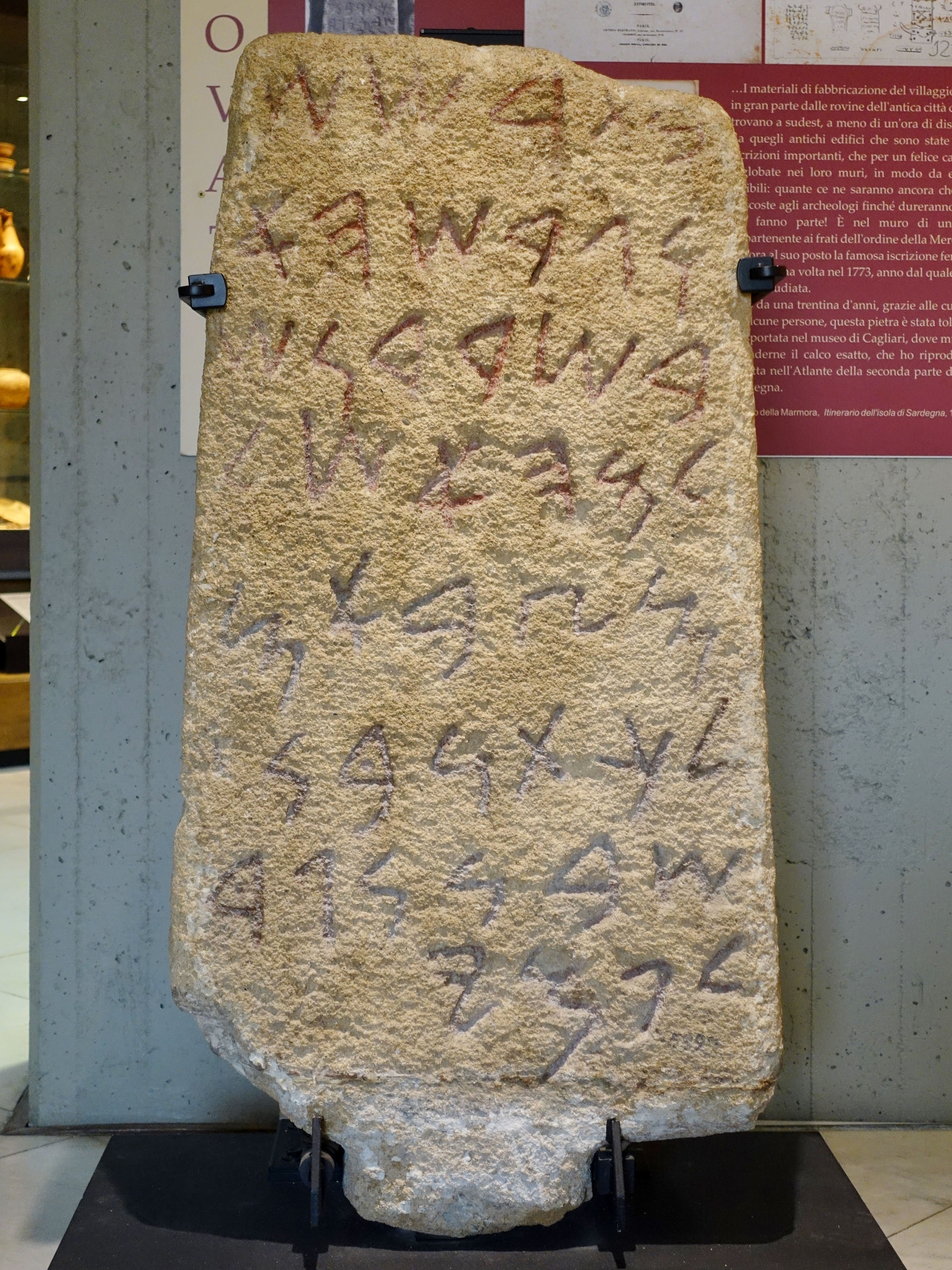
La Stele di Nora.

Le stele di Nora presentano una preferenza per le raffigurazioni simboliche: il betilo, pietra sacra sede della divinità, ed il segno di Tanit, dea del pantheon cartaginese, raffigurata come un triangolo sormontato da un cerchio, spesso arricchito da simboli astrali (disco solare e falce di luna). Meno frequenti sono le raffigurazioni di figure umane. Le dimensioni variano da stele piccole a veri e propri monumenti alti più di un metro. La datazione del tofet si può porre fra il V ed il III secolo a.C.

## Galleria d'immagini

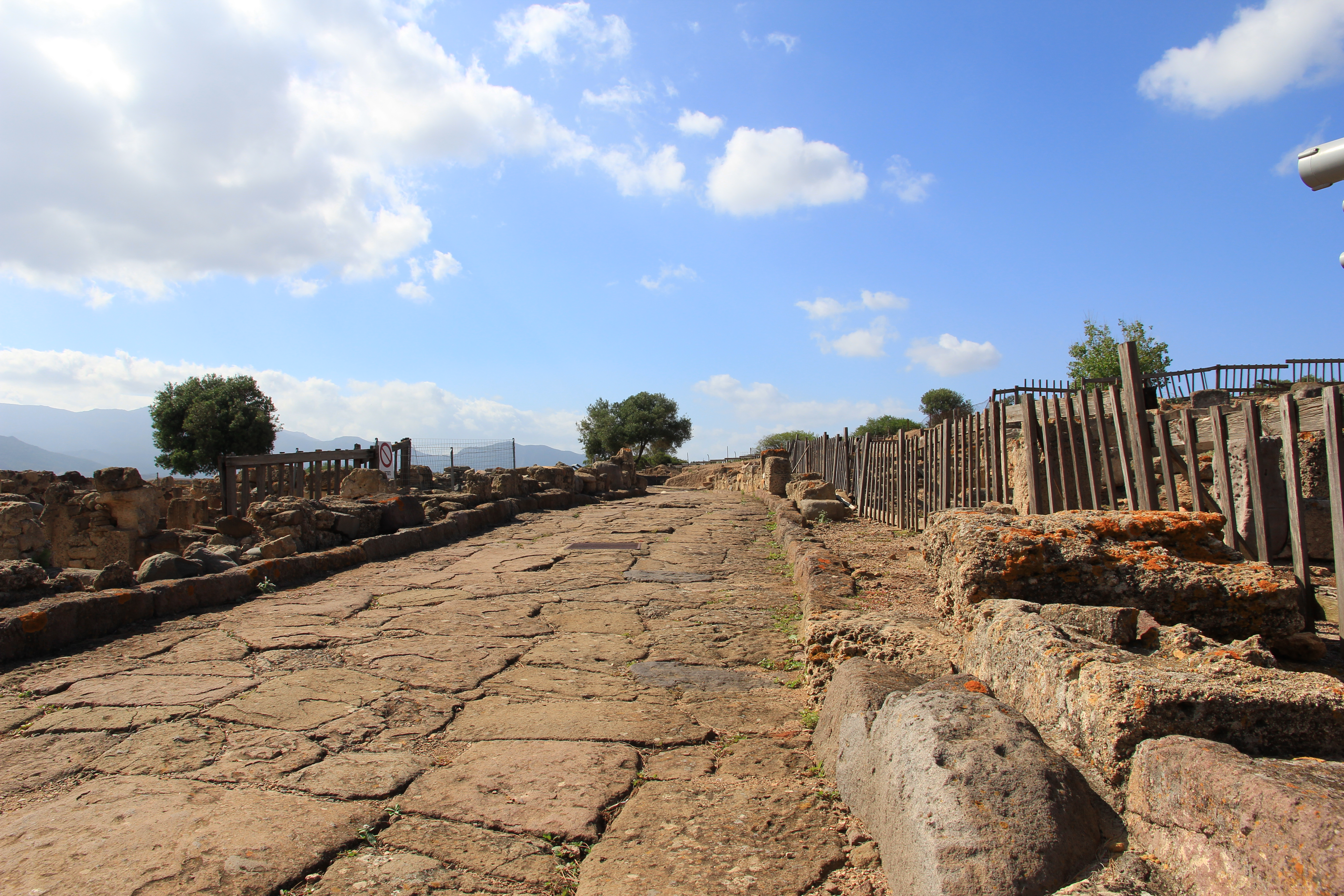
Il viale
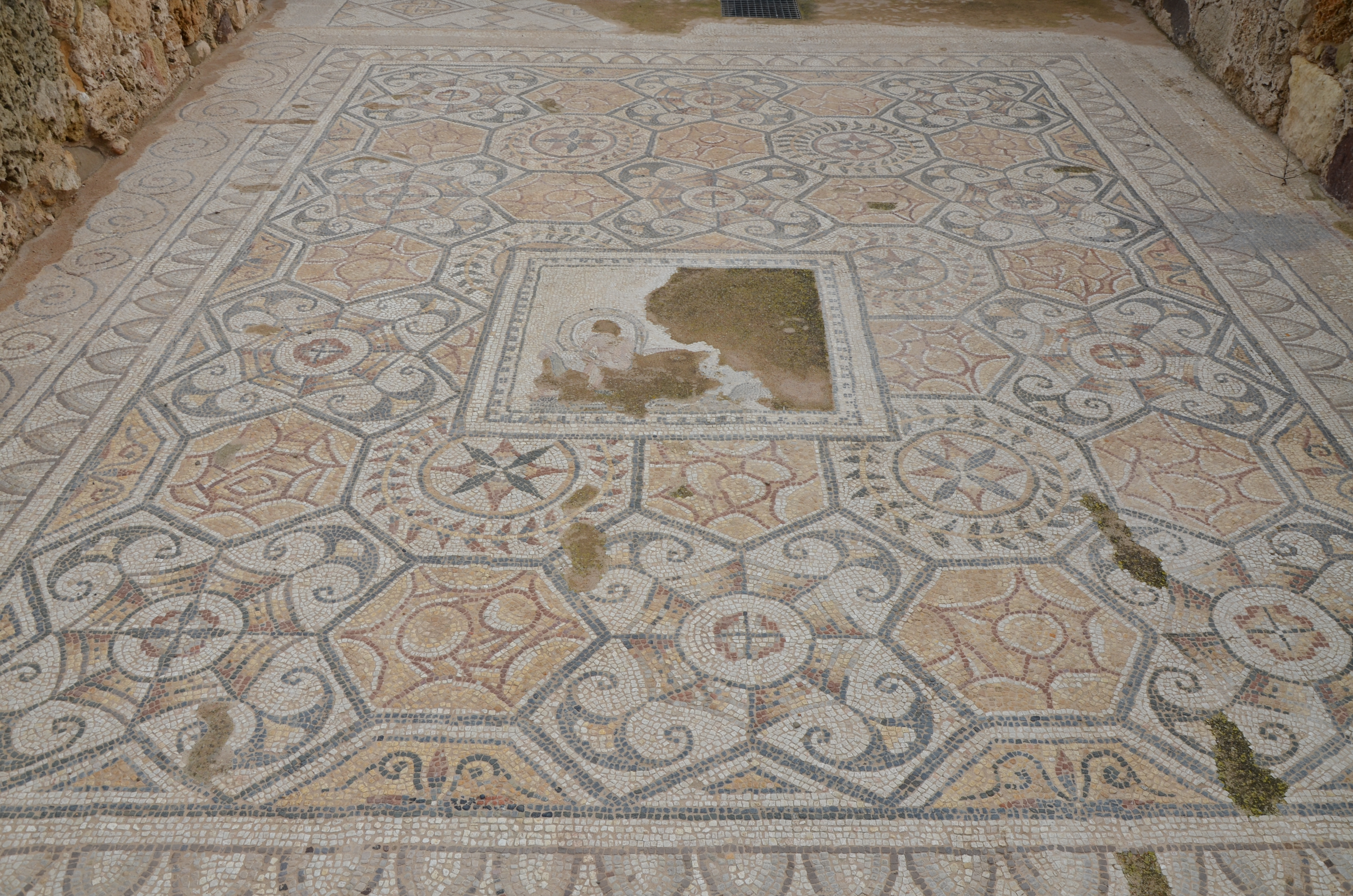
Un mosaico
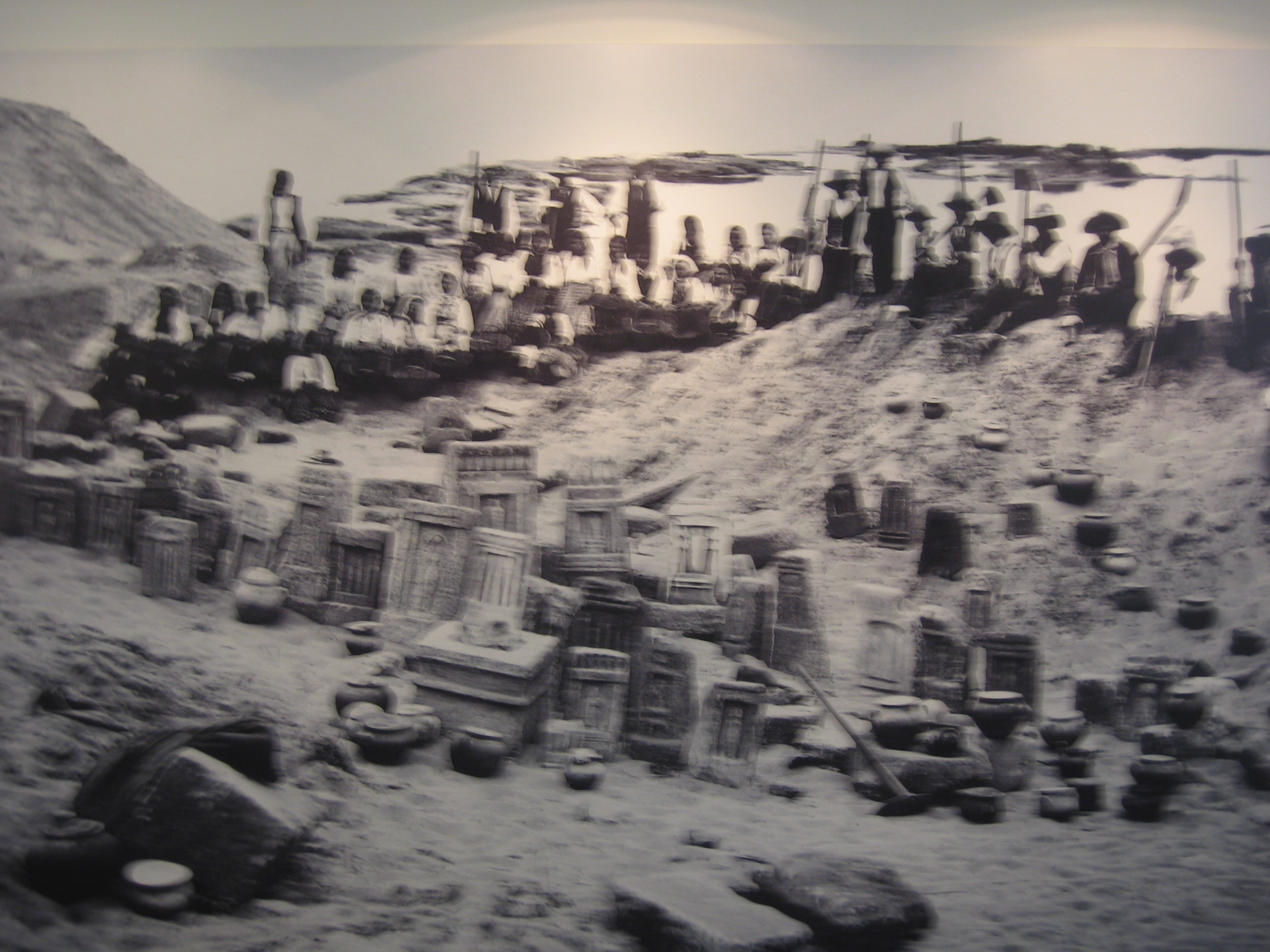
Il tofet di Nora nell'anno del ritrovamento
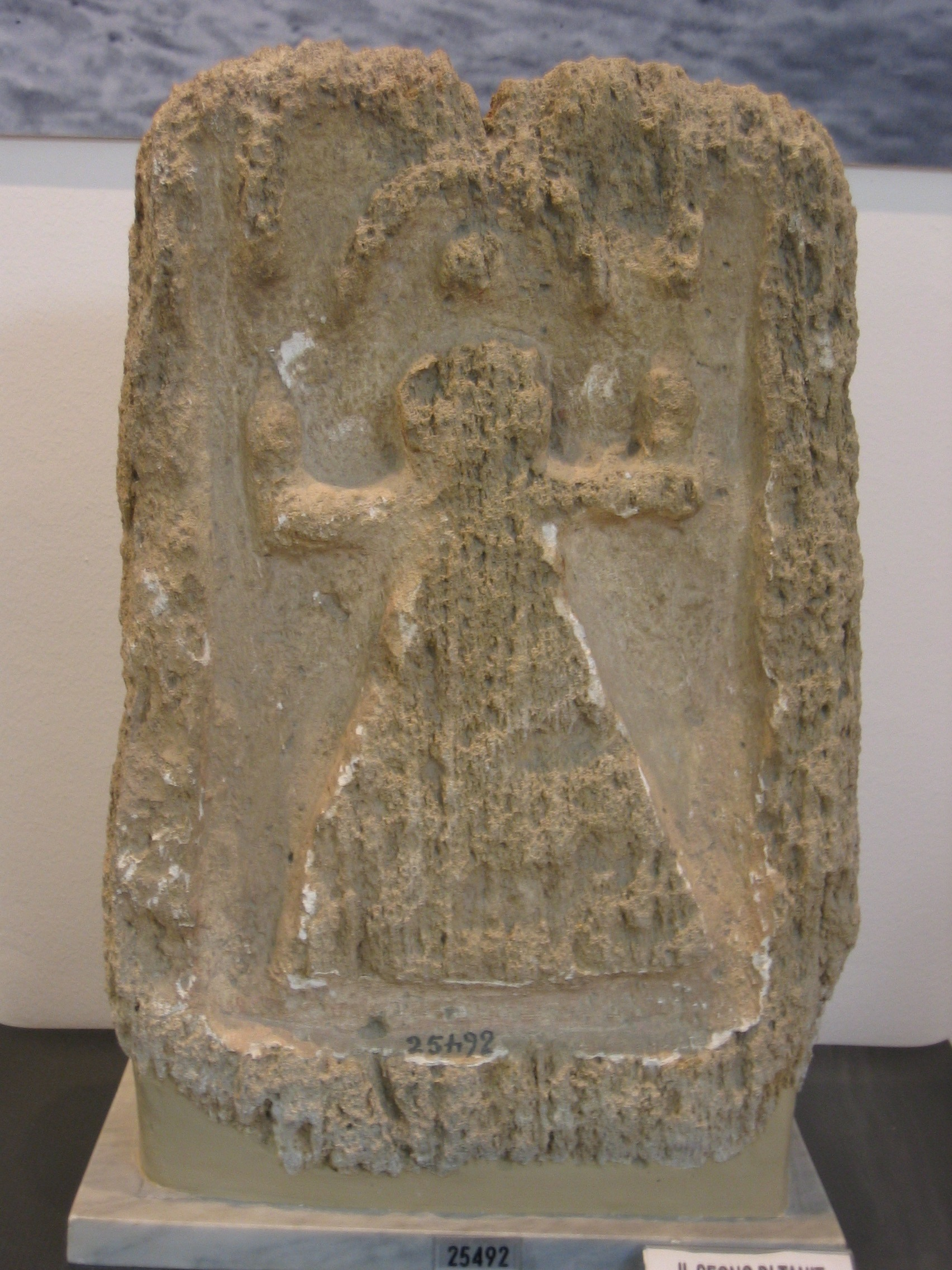
Una stele del tofet di Nora
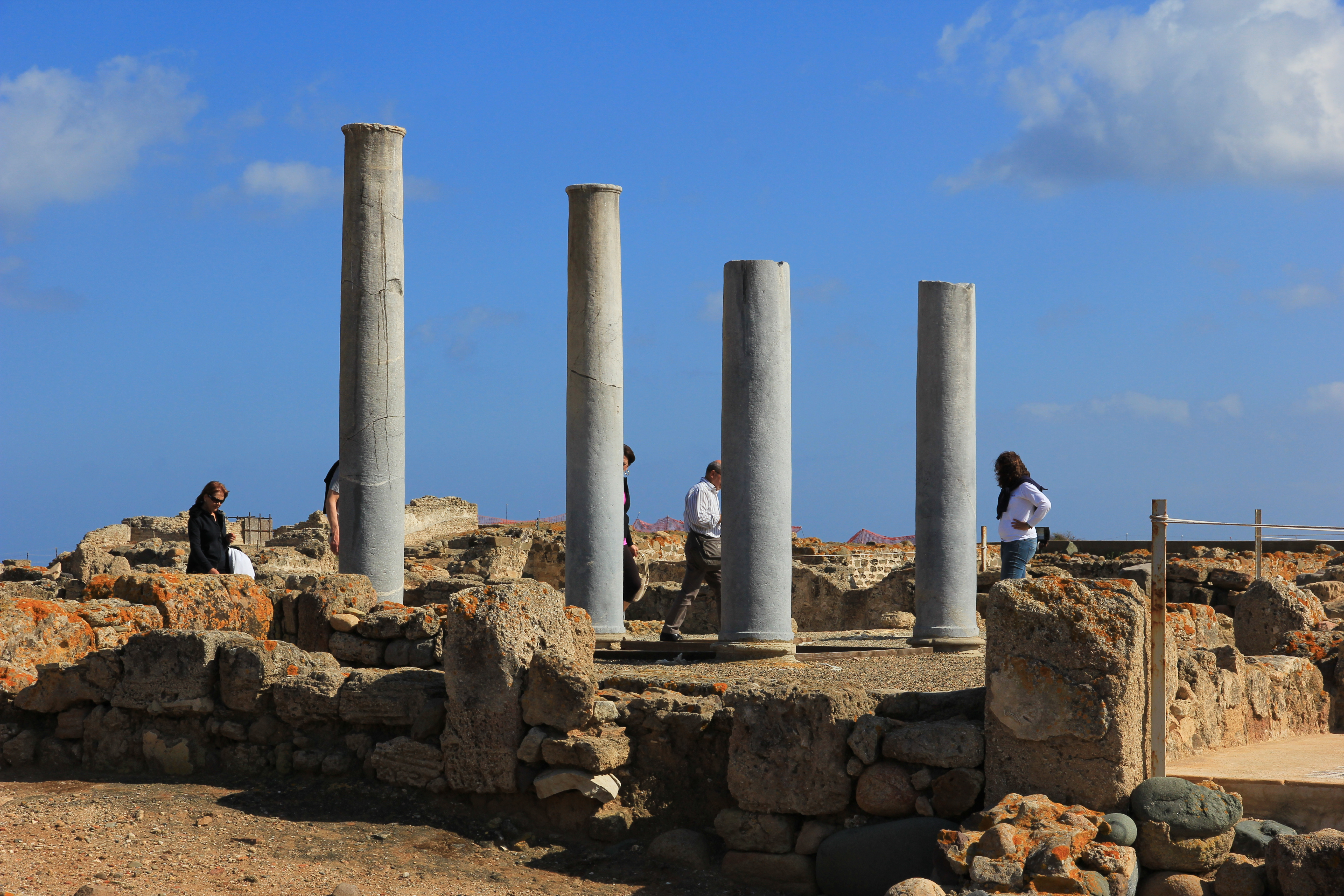
Colonne